# Rechtszaak tegen de leiders van het Catalaanse onafhankelijkheidsproces

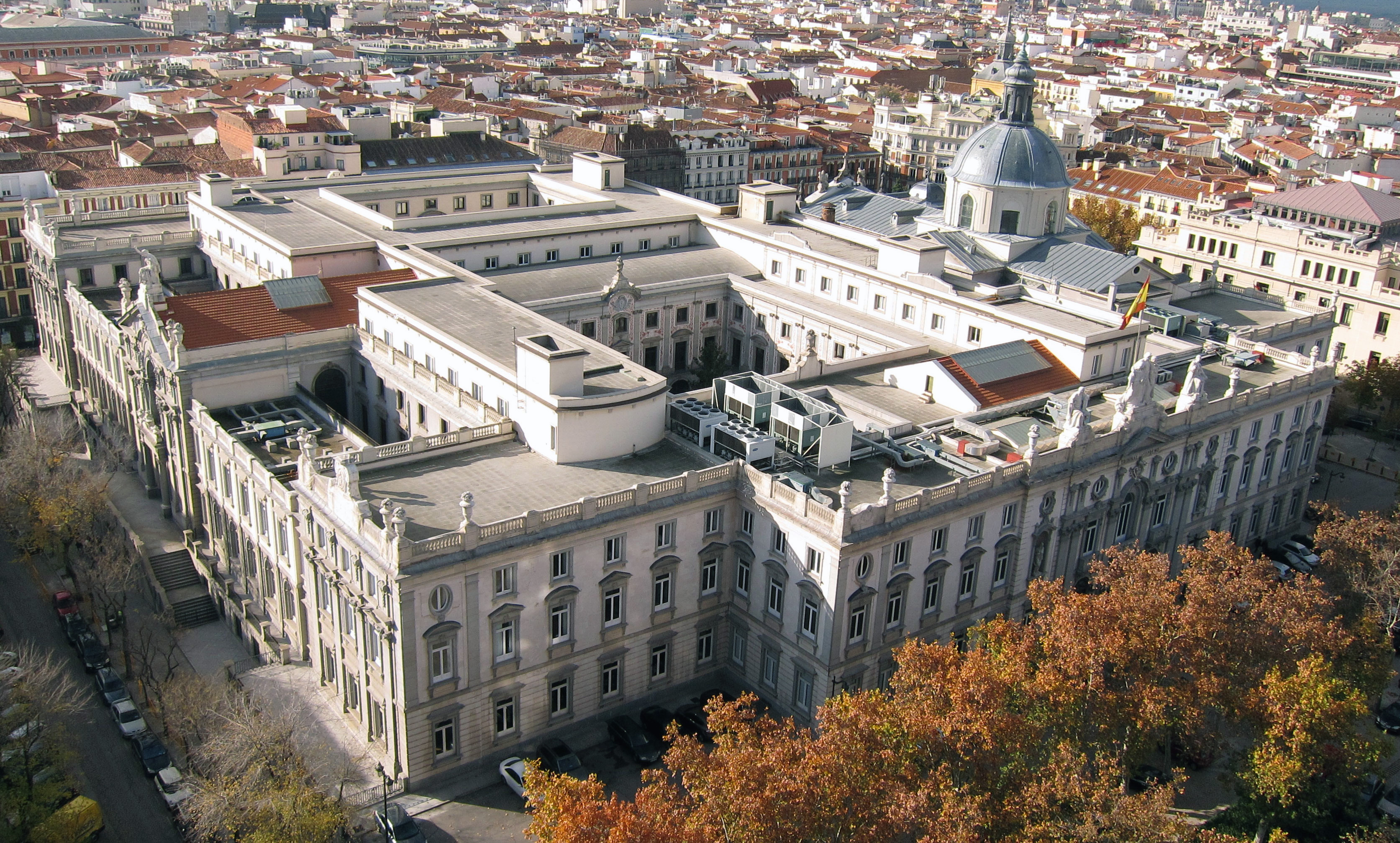
Het Spaanse hooggerechtshof in Madrid

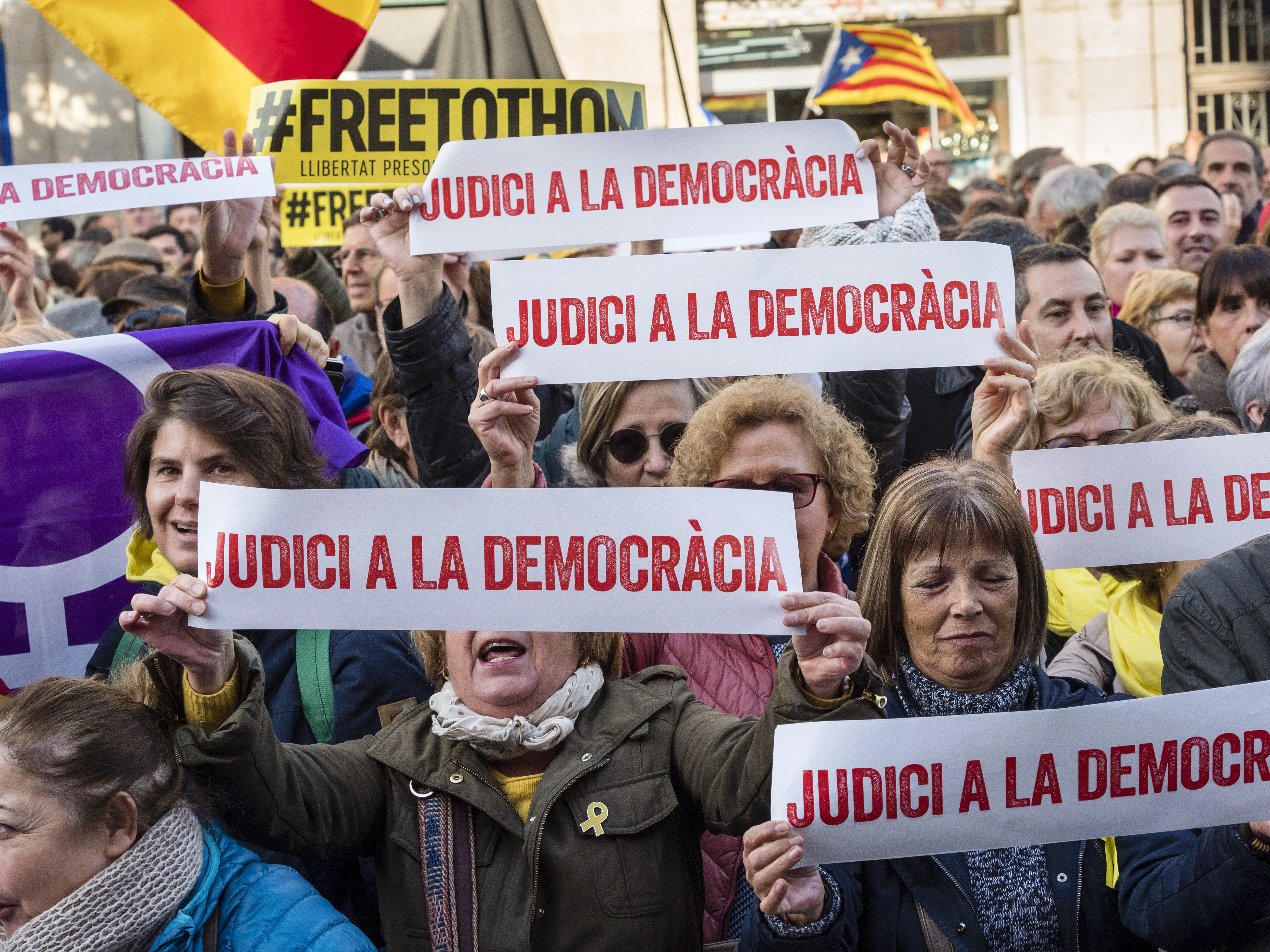
Protest tegen de rechtszaak in december 2018

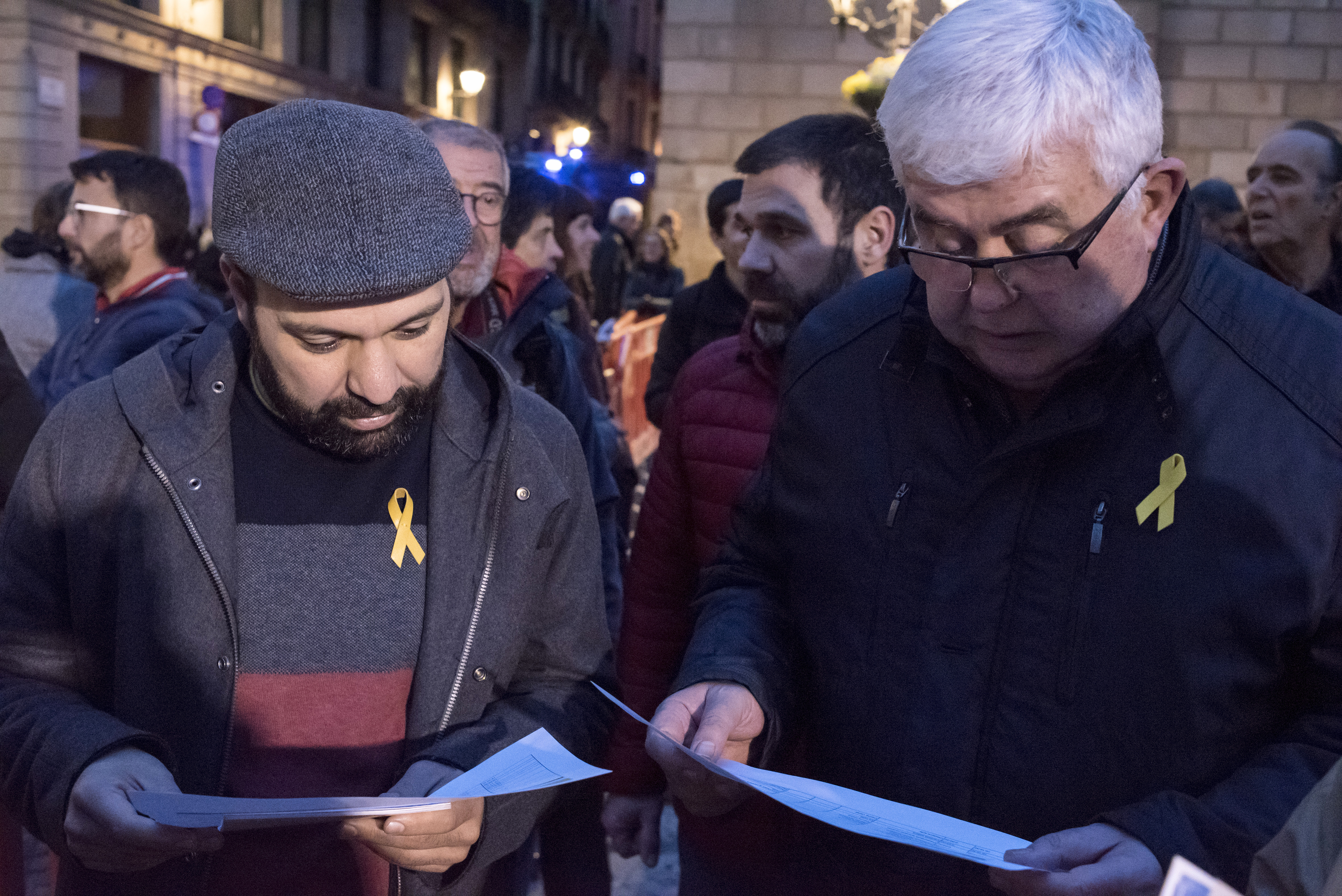
Catalanen die een geel lintje dragen als steunbetuiging aan de aangeklaagden

De rechtszaak tegen de leiders van het Catalaanse onafhankelijkheidsproces of Causa Especial 20907/2017, in de volksmond Juicio del procés (rechtszaak tegen het "procés") is het juridische proces in gang gezet door het Spaanse hooggerechtshof, het hooggerechtshof van Catalonië en de Audiencia Nacional tegen de personen die leiding hebben gegeven aan de organisatie van het onafhankelijkheidsreferendum in Catalonië op 1 oktober 2017, dat door de centrale regering in Madrid en het constitutionele hof van Spanje van tevoren onwettig was verklaard. Het hof wordt voorgezeten door de rechter Manuel Marchena. Met dit referendum kwam het Catalaans onafhankelijkheidsproces, kortweg "El Procés", dat de eerste twee decennia van de 21e eeuw al beslaat, tot een voorlopige climax.

## Onafhankelijkheidsreferendum
Het onafhankelijkheidsreferendum dat op 1 oktober 2017 werd georganiseerd, was het gevolg van een maatschappelijke en politieke ontwikkeling die in gang gezet was in 2010, nadat het grondwettelijk hof in Madrid belangrijke delen van het nieuwe autonomiestatuut van Catalonië af had gewezen of gewijzigd. Na deze beslissing vinden er in Barcelona grote demonstraties plaats.
Als de catalanistische partijen gezamenlijk een meerderheid halen in 2014, gesteund door deze maatschappelijke onvrede, beloven zij, als onderdeel van wat ze het onafhankelijkheidsproces noemen, een onafhankelijkheidsreferendum te organiseren, en nemen in het regioparlement besluiten aan met dat doel. Deze besluiten worden door het constitutioneel hof verworpen als ongrondwettelijk, evenals het daadwerkelijke referendum dat op 1 oktober 2017 wordt gehouden. De centrale regering in Madrid onder leiding van Mariano Rajoy probeert dit referendum tegen te houden, soms hardhandig, en beelden van politiegeweld gaan de wereld over.
Na dit referendum is de voltallige Catalaanse regering, alsmede een aantal maatschappelijke leiders, aangeklaagd voor rebellie, opruiing, malversaties en burgerlijke ongehoorzaamheid. Parallel hieraan is er een rechtszaak tegen de top van het Catalaanse politiekorps Mossos d'Esquadra. Een groot deel van de Catalaanse leiders werd inderdaad opgepakt en voor de rechtbank gebracht, en een aantal van hen verliet Spanje en verblijft nog steeds in het buitenland, waaronder toenmalig regiopresident Carles Puigdemont.

## Aanklachten
Aanklagers in de strafzaak zijn de Fiscalía del Estado (het Openbaar Ministerie), de staatsadvocaten en als enige volksaanklager de politieke partij Vox.
- Het Openbaar Ministerie heeft aanklachten voor opstand ingediend. Dit vereist voor de Spaanse wet het gebruik van geweld. Het Openbaar Ministerie stelt dat de Catalaanse regioregering koste wat kost het illegale referendum doorgang wilde laten vinden, en dat aan de ene kant de op de been gebrachte mensenmassa geweld heeft gebruikt tegen de politiemensen die het referendum wilden stoppen, en dat aan de andere kant het regionale politiekorps Mossos d'Esquadra aan werd gewend het houden van dit referendum te beschermen, indien nodig met geweld. Deze aanklacht bleef ongewijzigd, ook nadat het Europees opsporingsbevel van Carles Puigdemont op grond van opstand door zowel Duitsland als België af werd gewezen, waar werd gesteld dat er van opstand geen sprake was, en er een minister president van een andere politieke kleur aan de macht kwam in de centrale regering in Madrid.
- De staatsadvocaat ziet machtsmisbruik door een aantal van de aangeklaagden die in politieke functies in de regioregering zaten, omdat zij hun functies gebruiken om aan te zetten tot, ondersteunen van en zelf uitvoeren van opruiing. Andere personen zijn aangeklaagd voor het misbruiken van publiek geld voor het organiseren van het referendum, het negeren van uitspraken van het constitutioneel hof en opnieuw voor opruiing.
- De extreemrechtse partij Vox diende een aanklacht in voor opstand, dat ook werd toegelaten in de rechtszaak.

## Rechtbanken
De zaak wordt door verschillende rechtbanken behandeld. De Audiencia Nacional behandelt de zaak tegen de top van de regionale politie die beschuldigd wordt van opstand. Het hooggerechtshof heeft in eerste instantie de aanklachten tegen de overige personen in behandeling genomen, maar heeft later de zaken die enkel over burgerlijke ongehoorzaamheid gaan, doorverwezen naar het Catalaanse hooggerechtshof.
Het nationale hooggerechtshof is de eerste van de drie rechtbanken die uitspraak doet in de zaak, op 14 oktober 2019. 9 van de personen die daar berecht zijn, worden veroordeeld tot gevangenisstraffen tussen de 9 en de 13 jaar, en 3 van hen krijgen hoge boetes opgelegd.

## Aangeklaagden en veroordelingen

### Hooggerechtshof
Alle aangegeven functies werden vervuld in de Generalitat de Catalunya, de Catalaanse regering, tijdens de feiten (behalve indien anders vermeld).
| Naam             | Foto | Functie | Veroordeling |
| ---------------- | ---- | --- | --- |
| Dolors Bassa     |      | Minister (Consellera) van werk, sociale zaken en familie                                                                             | Voor opruiing en misbruik van publiek geld tijdens het uitoefenen van een publiek ambt een gevangenisstraf van 12 jaar en een verbod op het uitoefenen van een publiek ambt en onverkiesbaarheid gedurende 12 jaar |
| Meritxell Borràs |      | Minister van bestuur en woongelegenheid                                                                                              | Voor burgerlijke ongehoorzaamheid een geldboete van 10 maanden, met een dagelijkse betaling van 200 euro |
| Jordi Cuixart    |      | Toenmalig en huidig voorzitter van de stichting Òmnium Cultural                                                                      | Voor opruiing 9 jaar gevangenisstraf en een verbod op het uitoefenen van een publiek ambt en onverkiesbaarheid gedurende 9 jaar                                                                                    |
| Carme Forcadell  |      | Voorzitster van het parlement | Voor opruiing 11 jaar en 6 maanden gevangenisstraf en een verbod op het uitoefenen van een publiek ambt en onverkiesbaarheid gedurende 11 jaar en 6 maanden                                                        |
| Joaquim Forn     |      | Minister van binnenlandse zaken | Voor opruiing 10 jaar en 6 maanden gevangenisstraf en een verbod op het uitoefenen van een publiek ambt en onverkiesbaarheid gedurende 10 jaar en 6 maanden                                                        |
| Oriol Junqueras  |      | Vice-president en minister van economie en financiën                                                                                 | Voor opruiing en misbruik van publiek geld tijdens het uitoefenen van een publiek ambt gevangenisstraf van 13 jaar en een verbod op het uitoefenen van een publiek ambt en onverkiesbaarheid gedurende 13 jaar     |
| Carles Mundó     |      | Minister van justitie | Voor burgerlijke ongehoorzaamheid geldboete van 10 maanden, met een dagelijkse betaling van 200 euro |
| Raül Romeva      |      | Minister van buitenlandse zaken, institutionele relaties en transparentie                                                            | Voor opruiing en misbruik van publiek geld tijdens het uitoefenen van een publiek ambt gevangenisstraf van 12 jaar en een verbod op het uitoefenen van een publiek ambt en onverkiesbaarheid gedurende 12 jaar     |
| Josep Rull       |      | Minister van ruimtelijke ordening en milieu en geschorst huidig parlementslid van het nationale Congres van Afgevaardigden in Madrid | Voor opruiing 10 jaar en 6 maanden gevangenisstraf en een verbod op het uitoefenen van een publiek ambt en onverkiesbaarheid gedurende 10 jaar en 6 maanden                                                        |
| Jordi Sànchez    |      | Voorzitter van de vereniging ANC en geschorst huidig lid van het Spaanse congres                                                     | Voor opruiing 9 jaar gevangenisstraf en een verbod op het uitoefenen van een publiek ambt en onverkiesbaarheid gedurende 9 jaar                                                                                    |
| Jordi Turull     |      | minister van het presidentschap | Voor opruiing en misbruik van publiek geld tijdens het uitoefenen van een publiek ambt gevangenisstraf van 12 jaar en een verbod op het uitoefenen van een publiek ambt en onverkiesbaarheid gedurende 12 jaar     |
| Santi Vila       |      | Minister van bedrijfsleven en kennis                                                                                                 | Voor burgerlijke ongehoorzaamheid een geldboete van 10 maanden, met een dagelijkse betaling van 200 euro |

### Catalaanse hooggerechtshof
- Ramona Barrufet, vierde secretaris van het bureau (dagelijks bestuur) van het parlement
- Mireia Boya Busquet, parlementslid
- Lluís Corominas, eerste vicevoorzitter van het parlement
- Lluís Guinó, parlementslid
- Joan Josep Nuet, derde secretaris van het bureau van het parlement
- Anna Simó, eerste secretaris van het bureau van het parlement

### Audiencia Nacional
Het Openbaar Ministerie heeft tegen de top van de Mossos d'Esquadra aanklachten ingediend bij de Audiencia Nacional. Het gaat om de volgende personen:
- Josep Lluís Trapero
- Pere Soler
- César Puig i Casañas
- Teresa Laplana

## Kritiek

### Aangeklaagden
Al voorafgaand aan het proces, gaven de aangeklaagden aan te denken dat ze niet een eerlijk proces zouden krijgen. Dit is mede een van de redenen waarom een deel van de regionale regering direct na het uitvaardigen van het arrestatiebevel Spanje hebben verlaten, waaronder Carles Puigdemont, toenmalig regionaal president, die naar België is gevlucht. Degenen die wel terechtstaan of hebben gestaan, hebben zich overigens vrijwillig gemeld bij justitie. De aangeklaagden doen in de rechtszaal veelvuldig hun beklag dat het in hun ogen om een politiek proces gaat.

### Juridische kritiek
Uit juridische hoek wordt bekritiseerd dat de rechtspraak in Spanje, en indirect ook het hooggerechtshof, is gepolitiseerd. Het bestuur van de rechterlijke macht, de Consejo General del Poder Judicial (C.G.P.J.) wordt namelijk aangesteld door de Cortes Generales, het parlement, en daarvoor zijn onderhandelingen en overeenkomsten tussen de verschillende politieke partijen nodig. Hoewel die raad in naam dus onafhankelijk is, zijn de leden ervan ideologisch verwant aan een van de grote partijen (progressief of conservatief) en het komt voor dat de stemverhouding in de raad de verhoudingen in het parlement precies weerspiegelen. Kleine partijen, waaronder de catalanistische partijen, trekken bij deze onderhandelingen aan het kortste eind en hebben geen aan hen verwante juristen en magistraten in de C.G.P.J..
Deze indirecte politieke invloed op de rechtspraak kwam aan het licht in het geval van de rechtszaak tegen de leiders van het Catalaanse onafhankelijkheidsreferendum, toen er uit een whatsappgroep van senaatsleden van de conservatieve partij Partido Popular (PP) een commentaar lekte waarin een senator van de PP zich verheugde over het feit via de achterdeur het tribunaal aan te sturen.
José María Mena, voormalig hoofdofficier van justitie van het Catalaanse hooggerechtshof, stelt dat het hooggerechtshof in zijn uitspraak een politieke dimensie geeft aan opruiing, en bovendien buitenproportioneel zware straffen oplegt. In zijn visie is het dus gerechtvaardigd van "politieke gevangenen" te spreken.

## Protest

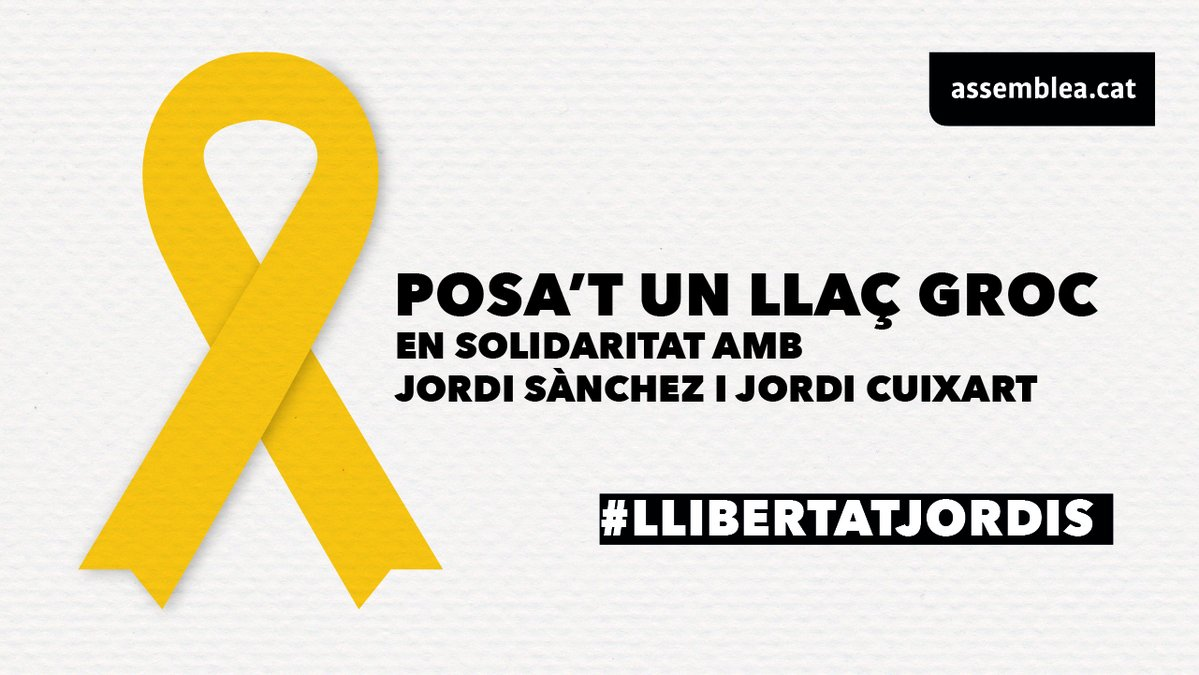
Oproep een geel lintje te dragen als steunbetuiging aan de aangeklaagden

In Catalonië was er groot maatschappelijk protest tegen de rechtszaak. In separatistische kringen werd gesproken van een politiek proces, en over de aangeklaagden werd gesproken als "politieke gevangenen". Uit steun droegen zij een geel lintje op hun kleren, en ook hingen mensen een geel lint, of iets in dezelfde vorm, aan hun huis. Uiteindelijk hingen zelfs officiële instanties die bestuurd werden door de separatistische partijen een geel lint of een afbeelding ervan aan de gevel, wat weer tot protest heeft geleid van de centrale overheid.
Direct na de uitspraak van het hooggerechtshof in het belangrijkste deel van de rechtszaak, op 14 oktober 2019, braken er in heel Catalonië protesten en rellen uit. De rellen zouden een week aanhouden en de vreedzame protestacties waren begin november 2019 nog altijd gaande.